# Bridž
Bridž je kartaška igra koju s 52 karte igraju četiri igrača, po dva suprotstavljena para. Djeljitelj dijeli karte po jednu u smjeru kretanja kazaljke na satu dok ne podijeli sve karte. Igra je podijeljena u dva dijela: licitacija (izbor boje i broja osvojenih štihova) i odigravanje (realizacija dogovorenog kontrakta). Odnos izlicitiranog i napravljenog kontakta je osnova za izračun rezultata i dobivanje nagradnih bodova.
Jačina karata (od najjače do najslabije): as(A), kralj(K), dama(Q), dečko(J), 10, 9, 8, 7, 6, 5, 4, 3, 2

Jačina boja (od niže ka višoj): tref, karo, herc, pik, NT (igra bez adutske boje)

## Vrijednovanje listova
Prije licitacije potrebno je izračunati trenutnu vrijednost "lista" (onih 13 karata kojih držimo u ruci). Poenska vrijednost lista dobiva se sumiranjem "honerskih" poena (Hp: as(4HP), kralj(3HP), dama(2HP), dečko(1HP)) i "distiributivnih" poena (Dp).

## Licitacija
Nakon ispunjenja uvjeta "otvora" počinje se s licitacijom, koju započinje djelitelj, a nakon njega redom igrači s njegove lijeve strane. Licitira se od 1 do 7 tj. počinje se od 7. do osvojenih 13 štihova. Prvih šest štihova se ne računa. Npr. ako smo izlicitirali dva herca, tada moramo u toj boji, kao adutskoj, osvojiti najmanje 8 štihova (6 obveznih i 2 licitirana). Ako ne želimo licitirati, reći ćemo pass, a ako imamo odličan list koji može oboriti protivnički kontrakt dat ćemo kontru. Kontraktom se naziva licitacijom utvrđen nivo i adutska boja (ili NT).
Nakon otvora svaki sljedeći licit mora biti veći od prethodnog. Recimo, nakon licitacije jednog herca možemo licitirati jedan pik ili jedan NT, ali ne i jedan tref ili jedan karo jer su to boje slabije jačine. Ako se želi licitirati u te dvije boje, mora se licitirati dva ili više trefova ili karona. Licitacija je završena kad nakon posljednje licitacije preostala tri igrača pasiraju.

### Osnovni principi i pravila licitacije
Osnovni preduvjet za dobro igranje bridža je pravilna licitacija. Tijekom jednog dijeljenja svaki put kad se javimo, tj. licitiramo, prenosimo partneru neku poruku ili opisujemo svoj list. Ako se ne držimo dogovora, partneru možemo krivo opisati snagu našeg lista i distribuciju (raspored karata po bojama) što može dovesti do preniskog ili previsokog kontrakta, što pogoduje protivnicima.

### Zajednički principi u licitaciji
- pronaći fit (zajednička boja s partnerom), prvenstveno zlatni fit (u majoru)
- nikad ne ponoviti boju sa samo 4 karte jer bi svako ponovno javljanje iste boje značilo jednu kartu više u listu u toj boji
- ponavljanje boje bez skoka označava slab list
- svako javljanje nove boje od strane otvaračevog partnera predstavlja forsing. Otvarač mora barem još jednom licitirati i pokazati snagu i distribuciju. (npr. Otvarač: 1 herc, partner: 1 NT, otvarač: 2 pika. Otvarač je licitirao višu boju od otvorene na višem nivou. Da je želio pokazati druge boje i jačinu, licitirao bi sa skokom.

## Igra
Nakon što je licitacijom odabrana visina kontrakta i adutska boja (ili bez adutska igra NT), može se početi s odigravanjem. Početni atak, odigravanje prve karte pripada protivničkom igraču s lijeve strane onoga koji je prvi licitirao. Kada je odigrana prva karta, partner Izvođača (onoga koji je prvi licitirao), postaje "mrtvac" - svoje karte polaže na stol kako bi ih svi mogli vidjeti. Odluku o tome koju će kartu odigrati prepušta izvođaču, a njegova jedina zadaća je odigravanje karte po nalogu partnera koji uvidom u svoje i partnerove karte mora pronaći najbolji način ostvarivanja kontrakta.
Odigranu boju svaki igrač mora poštovati, bez obzira bila vrijednost karte manja ili veća od odigrane. Ako u listu nemamo odigranu boju, možemo je, ali ne moramo sjeći adutom. Ova se situacija često iskorištava kako bi se odbacile loše karte u drugim bojama. Ako ni jedan od partnera nema karata u odigranoj boji, jedan će je sjeći a drugi odbaciti lošu kartu. Nakon odigravanja svakog od 13 štihova igrači svoje karte ne bacaju u sredinu nego je ostavljaju ispred sebe. Ako je štih naš, okrećemo kartu licem prema dolje okomito, a ako je protivnički okrećemo ga vodoravno, u smjeru protivnika. Štihovi se slažu tako da u svakom trenutku možemo izbrojiti osvojene štihove i izračunati koliko je još potrebno da bi se ostvario kontrakt ili oborio protivnike.

## Izračun štihova i nagradni bodovi
Vrijednost štiha u bodovima ovisi o boji. Postoje minorske, slabije boje (tref i kare) i majorske, jače boje (herc i pik). Vrijednuju se štihovi (bez obveznih prvih šest štihova) ovako:
- NT - 1 (40), 2 (70), 3 (100), 4 (130), 5 (160), 6 (190), 7 (220).
- Majorske boje - 1 (30), 2 (60), 3 (90), 4 (120), 5 (150), 6 (180), 7 (210).
- Minorske boje - 1 (20), 2 (40), 3 (60), 4 (80), 5 (100), 6 (120), 7 (140).

Kontrakti štihovne vrijednosti manje od 100 zovu se parcijalni kontrakti ili parcijalci (npr. 2 NT ili 3 srca/pika). Za uspješno odigrani parcijalni kontrakt dobije se 50 bodova bez obzira na manšu u kojoj se par nalazi.  Manša označava ranjivost para. Ako je par u prvoj manši (zelenoj), nagrade i penali su manji nego kad je u drugoj manši (crvenoj). Manše se rotiraju tako da postoji svih 16 kombinacija odnosa manši i djelitelja.
Posebni nagradni poeni dobivaju se za uspješno odigrane i izlicitirane kontrakte - manšu i slem.
 Manšu ćemo napraviti ako licitiramo najmanje: 3 NT, 4 u majoru ili 5 u minoru, te ako je vrijednost kontrakta najmanje 100 bodova  (do tih se bodova može doći i kontrom. 
Da bi se zaradili nagradni bodovi za slem, potrebno je za mali slem licitirati do nivoa 6, a za veliki 7, tj. imati svih 13 štihova. Odluka o tome hoćemo li licitirati manšu/slem ovisi o našoj procjeni.

### Nagradni bodovi u I. i II. manši
- parcijalni kontrakt 50/50
- manša 300/500
- mali slem 500/750
- veliki slem 1000/1500
- kontrakt napravljen pod kontrom 50/50
- kontrakt napravljen pod rekontrom 50/50 (dodaje se na 50/50 nagradnih za kontru)
- svaki prekoštih pod kontrom 100/200
- svaki prekoštih pod rekontrom 200/400

Nagradni bodovi računaju se samo ako je kontrakt izlicitiran i napravljen. Nagradni bodovi mogu biti ili za parcijalni kontrakt ili za manšu, ali kad se izlicitira i napravi slem, dobiva se nagrada i za manšu i za slem. Parcijalni kontrakt kada se kontrira može završiti u manši (npr. 2 herca kontrirano donosi 120 bodova za čega je predviđena nagrada za manšu.

### Primjeri obračuna bodova
Kontrakt 2 herca x (kontrirano) I. manša 

napravljeno 9 štihova (1 prekoštih)

(2 x 30) x 2 + 100 + 50 + 300 = 570 (II zona = 870)
2 trefa x II. zona napravljen kontrakt (8 štihova)

(2 x 20) x 2 + 50 + 50 = 180

### Kazneni bodovi
U bridžu nema negativnih bodova nego se kazneni bodovi jednostavno pripisuju protivničkoj strani. Ako par ostvari manje štihova nego što je po kontraktu bio obavezan, smatra se da je pao. Pad se mjeri brojem štihova koje par nije ostvario. Tako se kaže da je par pao jednom (-1) ako je npr. licitirao dva herca, a ostvario samo 7 štihova. Dva puta bi pao da je napravio 6 štihova, jer je osvojeno dva štiha nanje od rečenoga.
Za svaki nenapravljeni štih obračunavaju se kazneni bodovi:
- za svaki nekontrirani pad: 50 (I. manša), 100 (II. manša)
- za prvi pad pod kontrom (-1): 100 (I. manša), 200 (II. manša)
- za drugi i treći pad pod kontrom: 200 (I. manša), 300 (II. manša)
- za 4. i svaki sljedeći pad: 300 (I. i II. manša)
- padovi pod rekontrom se računaju dvostruko od pada pod kontrom

## Vanjske poveznice
- Hrvatski bridž savez
- Hrvatski bridž
- Američka bridž liga
- Engleski bridž savez